# KHネオケム
KHネオケム株式会社（KH Neochem Co., Ltd.）は、日本の化学品メーカーである。創業事業の基礎化学品事業のほか、グローバルニッチな機能性材料事業、電子材料事業を強みとする。JPX日経インデックス400及びJPX日経中小型株指数の構成銘柄の一つ。

## 概要
3分野を中核として化学品を研究、製造、販売する。
- 基礎化学品 - 溶剤・可塑剤原料・洗浄剤など
- 機能性材料 - 冷凍機油原料・化粧品原料・洗剤原料など
- 電子材料 - 半導体用およびフラットパネルディスプレイ用高純度溶剤など

## 沿革
- 1948年（昭和23年）- 日本で初めて、アセトン・ブタノールの大量生産を糖蜜から発酵法で開始する。
- 1949年（昭和24年）7月 - 協和醱酵工業を設立する。
- 1961年（昭和36年）- 大協石油との合弁で大協和石油化学を設立する。発酵法から合成法へ製法を転換する。
- 1966年（昭和41年）11月 - 協和醱酵工業の化学品製造子会社として協和油化を設立し、大協和石油化学の関連事業を統合する。
- 2004年（平成16年）- 協和醱酵工業の化学品事業部門を協和油化へ統合し、社名を協和発酵ケミカル（旧）へ変更する。
- 2011年（平成23年）
  - 3月 - 日本産業パートナーズが運営する買収ファンドが出資する特別目的会社ケイジェイホールディングスの完全子会社となり、協和発酵キリンから独立する[3]。
  - 6月 - ケイジェイホールディングスが協和発酵ケミカル（旧）を吸収合併し、協和発酵ケミカル（新）へ社名変更する。
- 2012年（平成24年）4月 - KHネオケム株式会社へ社名変更する。
- 2016年（平成28年）10月 - 東京証券取引所市場第一部へ上場する。
- 2019年（令和元年）10月 - オープンイノベーション拠点「KH i-Lab」を設立。
- 2022年（令和4年）4月 - 東京証券取引所の市場区分見直しにより、プライム市場へ移行。

## 事業所
- 本社 - 東京都中央区日本橋室町2-3-1　室町古河三井ビルディング
- 大阪支店
- 千葉工場
- 四日市工場・技術開発センター
- KH i-Lab
- 堺物流センター

## グループ会社
- ジェイ・プラス（三菱ケミカルとの合弁）
- 黒金化成
- 黒金ファインズ
- KH Neochem Americas, Inc.
- 晟化（上海）貿易有限公司